# Centrum Kultury Polskiej (Dyneburg)
Centrum Kultury Polskiej w Dyneburgu – instytucja polonijna założona w 1997 roku z inicjatywy polskich mieszkańców i przy wsparciu urzędu miasta Dyneburg. Zadaniem Centrum jest popularyzowanie i pielęgnowanie polskich tradycji narodowych zachowanych na Łotwie, m.in. w najliczniej przez Polaków zamieszkanej Łatgalii.
Gmach Centrum Kultury Polskiej jest jednocześnie Domem Polskim w Dyneburgu. Dom Polski miejscowi Polacy kupili w latach międzywojennej Łotwy za własne pieniądze, jednak za czasów sowieckich budynek znacjonalizowano. Po odzyskaniu niepodległości przez Łotwę został zwrócony społeczności polskiej. 

## Aktywność
Działalność Centrum Kultury Polskiej troszczy się o zachowanie dziedzictwa kulturowego, organizując m.in. imprezy artystyczne skierowane do osób w każdym wieku – od dzieci przedszkolnych do dorosłych. Organizowane są konkursy, występy, koncerty, recytacje i festiwale, których osią jest polski język, kultura i tradycja. Centrum ściśle współpracuje z oddziałami Związku Polaków na Łotwie (w Rydze, Dyneburgu, Krasławiu, Rzeżycy i Jakobsztacie) oraz z polskimi szkołami na Łotwie, w tym również z Państwowym Gimnazjum Polskim im. Józefa Piłsudskiego w Dyneburgu. Przy centrum działa kilka zespołów artystycznych: chór „Promień”, Zespół Tańca Ludowego „Kukułeczka”, teatrzyk dziecięcy, zespół wokalno-instrumentalny, a także biblioteka, Klub Seniora, Klub Polskich Kobiet, odbywają się również „Spotkania Katolickie”.
Dyrektorem CKP jest Żanna Stankiewicz.
Centrum Kultury Polskiej mieści się w budynku przy ulicy Warszawskiej 30. W jego pomieszczeniach organizowane są liczne wystawy sztuki polskiej.